# Sede titolare di Apamea di Siria dei Maroniti
Apamea di Siria dei Maroniti (in latino Apamena in Syria Maronitarum) è una sede titolare vescovile della Chiesa cattolica.
Dal 14 febbraio 2018 il vescovo titolare è Youhanna Rafic El Warcha, vescovo ausiliare di Joubbé, Sarba e Jounieh.

## Cronotassi dei vescovi titolari
- Pietro Mashad † (19 marzo 1857 - ?)
- Ignace Abdo Khalifé, S.I. † (20 marzo 1970 - 25 giugno 1973 nominato arcieparca, titolo personale, di San Marone di Sydney)
- Antoine Joubeir † (12 luglio 1975 - 4 agosto 1977 nominato arcieparca di Tripoli)
- Paul-Emile Saadé † (2 maggio 1986 - 5 giugno 1999 nominato eparca di Batrun)
- Youhanna Rafic El Warcha, dal 14 febbraio 2018